# Suproclone
Le suproclone est un médicament sédatif et anxiolytique de la famille des cyclopyrrolones (en), développé par la société pharmaceutique française Rhône-Poulenc.

## Structure et mode d'action
La famille des cyclopyrrolones comprend le zopiclone, le pagoclone (en) et le suriclone (en). 
Le suproclone possède une structure très similaire à celle du suriclone, mais peu d'informations ont été publiées à ce sujet en particulier. Toutefois, il peut être supposé que le mécanisme d'action par lequel le suproclone produit ses effets sédatifs et anxiolytiques passe par une action sur les récepteurs des benzodiazépines,.